# Johannes Scherenbeck
Johannes Scherenbeck († 31. März 1657) war ein deutscher Priester aus Werl, 1630 bis 1631 Abt des Klosters Loccum und von 1635 bis zu seinem Tod als Johannes X. der 46. Abt des Klosters Hardehausen.

## Leben
Scherenbeck wurde am 25. Juli 1630 gemeinsam mit Johannes Kruse vom Kloster Amelungsborn von Abt Martin Boeßfeldt des Klosters Bredelar im kurzzeitig rekatholisierten Kloster Loccum als Abt installiert. Da seine Einsetzung aber angefochten wurde, wurde Scherenbeck schon im darauffolgenden Jahr durch Bernhard Luerwald ersetzt.
Seit 1635 stand Johannes X. Scherenbeck bis zu seinem Tod am 31. März 1657 dem Kloster Hardehausen als Abt vor.